# Gerarchia (rivista)
Gerarchia fu la rivista ufficiale del fascismo.

## Storia
A fondarla, nel 1922, fu lo stesso Benito Mussolini. Tra i nomi che collaborarono alla rivista possiamo trovare: lo storico Gioacchino Volpe, il pittore e poeta novecentista Ardengo Soffici, lo storico e giurista Arrigo Solmi, la critica d'arte Margherita Sarfatti, il pubblicista Franco Ciarlantini, il critico letterario Lorenzo Giusso.
Nel numero d'inaugurazione del 25 gennaio 1922, Benito Mussolini spiega il titolo della rivista:
(Mussolini, Breve preludio)
Nel numero del febbraio 1922 di "Gerarchia" Mussolini scrisse un lungo saggio - "Da che parte va il mondo" - nel quale appare angustiato da un dubbio, sintomatico dell'indeterminatezza programmatica del movimento fascista da poco diventato Partito Nazionale Fascista. In questo articolo egli esprime la persuasione che la sterzata verso destra costituisca in Europa un orientamento destinato a durare e a distinguere il nuovo secolo da quello passato. In questo scenario il fascismo sarà lo strumento della restaurazione dell'ordine e della disciplina. Esso dovrà "innestare nel tronco di talune gerarchie elementi nuovi di vita;... preparare l'avvento di nuove gerarchie" ("Gerarchia", gennaio '22). Il messaggio della rivista era che il rinnovamento della società italiana doveva attingere al tradizionalismo antidemocratico verso il quale il fascismo veniva ri-orientato, rispetto al suo sostanziale e originario sovversivismo, per diventare lo strumento attraverso il quale Mussolini poteva emergere come vincitore dal confronto con la tendenza rivoluzionaria.
Crea così il mito della propria persona, strettamente legato con il mito e il destino del fascismo, e fa nascere quel mussolinismo che assume connotati differenti nella sfera delle immagini, con i nomi dapprima politici di capo del governo, poi di duce del fascismo e in seguito mitici come l'Uomo Nuovo, l'Uomo della Provvidenza.
Nel numero di gennaio dell'anno successivo, nell'articolo "Tempo secondo", Mussolini ama definirsi, in modo rassicurante, come capo del governo, colui che ha saputo conquistare lo Stato al giusto momento storico, non per distruggerlo ma per rinnovarlo e fascistizzarlo.
Ma tra il 1925 e il 1930, quando il fascismo cessa di essere elaborazione ideologica e si cristallizza come dovere e credo dell'obbedienza "cieca e assoluta", fascismo e mussolinismo diventano una mistica. E mentre l'ideologia si trascina confusamente, il fascismo di "Gerarchia" tende, appunto, ad esiti mistici per propagandare grandi sogni di grandezza e fare la storia. Mussolini è il Capo e, su "Gerarchia", viene esaltato come l'Uomo della Provvidenza, l'Uomo Nuovo, il Demiurgo fascista, il Principe della Giovinezza, il Duce o solamente DUX. I gesti del Duce vengono definiti "ispirati" e le sue frasi oracolari vengono venerate fino a professare il culto dogmatico della sua Parola come unica fonte di verità, di cultura e di storia.
Nel 1939 viene pubblicato su "Gerarchia"  un articolo di Niccolò Giani, docente universitario, direttore e fondatore nel 1930 della Scuola di mistica fascista (la scuola organizza corsi di mussolinismo imperiale e lecturae Ducis) dal titolo Perché siamo dei mistici che si basa completamente sulla logica irrazionale del credo quia absurdum:
(Nicolò Giani, Perché siamo dei mistici)
In questo modo "Gerarchia", che era nata come rivista di "pensiero fascista", dimostra - a detta di molti - l'incongruenza del suo direttore e dei suoi collaboratori.